# Ein Todesfall in der Familie
Ein Todesfall in der Familie (Originaltitel A Death in the Family) ist ein 1957 posthum erschienener Roman des US-amerikanischen Schriftstellers James Agee, der an dem Manuskript von etwa 1947 bis zu seinem Tod 1955 schrieb. Das autobiografische Werk, das Agee noch vor seinem Tod überarbeitete, wurde von seinem Verleger David McDowell bearbeitet und herausgegeben.
Der Roman erhielt 1958 den Pulitzer-Preis für Belletristik und wurde in die Time-Auswahl der besten 100 englischsprachigen Romane von 1923 bis 2005 aufgenommen. Im Deutschen erschien der Roman erstmals 1962 in einer Übersetzung von Gerda von Uslar, die 2009 beim Verlag C. H. Beck in einer überarbeiteten Version von Ingo Herzke erneut veröffentlicht wurde.

## Handlung
Eine Familie aus Knoxville, Tennessee, muss im Jahr 1915 den plötzlichen Tod ihres Vaters bei einem Autounfall verkraften. Das Buch spielt, allerdings mit mehreren Rückblenden, im Verlauf von nur wenigen Tagen und ist in drei Teile eingeteilt: Der erste Teil beschreibt den letzten Tag des Vaters Jay Follet mit seiner Ehefrau Mary und den beiden Kindern Rufus und Catherine. Von seinem angetrunkenen Bruder Ralph wird Jay nachts angerufen, dass sein Vater einen Herzinfarkt erlitten habe und möglicherweise im Sterben liege. Jay fährt zu seinen Eltern, wo sich der Infarkt als nicht tödlich herausstellt, und verunglückt auf dem Heimweg mit seinem Automobil. Der zweite Teil behandelt die Nacht und den Morgen, an dem Mary von dem Unfall ihres Ehemannes und schließlich nach einigem Bangen von seinem Tod erfährt. Im dritten Teil wird der Tag der Beerdigung dargestellt, als sich die Familie versammelt und gegenseitig tröstet. Beobachtet werden insbesondere die Beziehungen und Gefühle der einzelnen Familienmitglieder zueinander; daneben werden Fragen nach Religiosität, dem Wesen von Leben und Tod und der scheinbaren Zufälligkeit eines Unglücks gestellt.

## Kontroverse und neue Version
Die gängigste Fassung des Romans, die auch ins Deutsche übersetzt wurde, ist die Bearbeitung von Agees Verleger David McDowell. Michael Lofaro, ein Professor der University of Tennessee, der zu Agee geforscht hatte, veröffentlichte im Jahr 2007 eine Neufassung unter dem Titel A Death in the Family: A Restoration of the Author's Text. Laut ihm hatte McDowell bei seiner Bearbeitung viele eigenmächtige Änderungen vorgenommen, er wollte dem eine Fassung entgegensetzten, die mehr den Vorstellungen Agees entsprochen habe. Loforo fügte in seiner Fassung zehn Kapitel hinzu und tauschte ein paar Kapitel aus, den berühmten Prolog des Romans entfernte er. Allerdings stieß auch Lofaros Bearbeitung auf ein geteiltes Echo: Die Schriftstellerin Nina Revoyr wies in der Los Angeles Times darauf hin, dass Agee zu seinem Todeszeitpunkt den Roman noch nicht beendet habe und daher beide Romanausgaben nicht als die intendierte Fassung Agees gesehen werden könnten. McDowells Editierung wirke für sie allerdings lyrischer und zugleich ökonomischer erzählt.

## Adaptionen
Tad Mosel verfasste basierend auf dem Roman das Theaterstück All the Way Home, das 1960 am Broadway Premiere feierte. Unter Regie von Arthur Penn lief das Stück fast ein Jahr dort im Belasco Theatre, unter anderem mit Arthur Hill als Jay Follet, Colleen Dewhurst als Mary Follet, Clifton James als Ralph Follet, John Megna als Rufus Follet, Lillian Gish als Catherine Lynch und Aline MacMahon als Hannah Lynch. Wie auch Agee für dessen Romanvorlage erhielt Mosel für seine Adaption den Pulitzer-Preis, er aber in der Kategorie Theater.
1963 erschien der Kinofilm Ein Schmetterling flog auf (All the Way Home) unter Regie von Alex Segal, der auf Mosels Adaption basierte. Aus der Broadway-Besetzung wiederholte Aline MacMahon als Tante Hannah ihre Darstellung. Außerdem sind Jean Simmons als Mary Follett, Robert Preston als Jay Follett und Pat Hingle als Onkel Ralph zu sehen. Der Film war wenig erfolgreich. Laut Filmkritiker Craig Butler fehlten dem Film die Kraft und Tiefgründigkeit von Agees Vorlage, bei Segal sei der Stoff zu einem einfachen Tränendrüsen-Film geworden.
Bereits 1947 schrieb Samuel Barber Knoxville: Summer of 1915, ein viertelstündiges Werk für Orchester und Gesang, basierend auf einer Kurzgeschichte von Agee. Diese Kurzgeschichte wurde später in den Roman in McDowells Fassung als Prolog aufgenommen.

## Ausgaben
Englisch
- A Death in the Family; New York: McDowell Obolensky 1957.
- A Death in the Family: A Restoration of the Author's Text, herausgegeben von Michael A. Lofaro; Knoxville: University of Tennessee 2007. ISBN 978-1-57233-594-3

Deutsch
- Ein Schmetterling flog auf, dt. von Gerda von Uslar; Hamburg: Nannen 1962.
  - auch als: Ein Todesfall in der Familie, gleiche Übersetzung; Reinbek bei Hamburg: Rowohlt 1991. ISBN 3-499-40086-3
  - Neuausgabe: Ein Todesfall in der Familie, Überarbeitung von Uslars Übersetzung durch Ingo Herzke; München C.H. Beck 2009. ISBN 978-3-406-58388-9.